# Reg Empey
Reginald Norman Morgan Empey, barone Empey, meglio conosciuto come Reg Empey (Belfast, 26 ottobre 1947), è un politico britannico, leader del Partito Unionista dell'Ulster dal 2005 al 2010 e presidente dal 2012. Empey è stato anche due volte Lord Mayor di Belfast ed è stato membro dell'Assemblea legislativa per Belfast East dal 1998 al 2011.
È stato un negoziatore senior degli Unionisti dell'Ulster per l'accordo del Venerdì Santo.

## Biografia
Reg Empey è nato a West Belfast il 26 ottobre 1947. La sua famiglia lavorava al dettaglio e suo zio era il parlamentare unionista di Stormont Joseph Morgan. Empey ha frequentato la Hillcrest Preparatory School, Belfast, e la Royal School, Armagh, prima di laurearsi in economia presso la Queen's University Belfast, dove i suoi contemporanei includevano la futura parlamentare Bernadette Devlin. Successivamente ha costruito una carriera imprenditoriale, in particolare nella vendita al dettaglio.
Reg e Stella Empey hanno due figli. Empey è un membro dell'Ordine di Orange, la sua loggia è Eldon LOL 7, nel distretto di Belfast.

## Carriera politica

### Due volte sindaco di Belfast
Empey ha iniziato il suo coinvolgimento nella politica locale nell'Irlanda del Nord a metà degli anni '80 ed è stato membro del Consiglio comunale di Belfast tra il 1985 e il 2010. Dopo essere stato Lord Mayor di Belfast per la prima volta dal 1989 al 1990, ha fatto parte del team negoziale dell Partito Unionista dell'Ulster del 1991 ai Brooke Mayhew Talks per porre fine al conflitto nordirlandese. È stato poi membro dell'Autorità di polizia dell'Irlanda del Nord dal 1992 al 2001.
Empey è stato nuovamente Lord Mayor di Belfast dal 1993 al 1994 e poi tra il 1996 e il 2004 Vicepresidente del Consiglio Unionista dell'Ulster, il consiglio dell'UUP. In questa veste, ha partecipato ai colloqui tra il 1996 e il 1998 per la soluzione finale del conflitto in Irlanda del Nord. Nel frattempo è stato anche membro del Comitato europeo delle regioni dal 1994 al 2002.

### Candidature infruttuose alla Camera dei comuni e primo ministro ad interim dell'Irlanda del Nord
Nelle elezioni generali del 1º maggio 1997 Empey si candidò per il Partito Unionista dell'Ulster nel collegio elettorale di Belfast East per la prima volta senza successo per un seggio alla Camera dei comuni. Dopo che il conflitto nell'Irlanda del Nord è stato risolto, è stato eletto per la prima volta come membro dell'Assemblea dell'Irlanda del Nord, il Parlamento dell'Irlanda del Nord, per l'UUP il 25 giugno 1998. Dopo le sue rielezioni il 26 novembre 2003 e il 7 marzo 2007, ha rappresentato il collegio elettorale di Belfast East fino alle dimissioni nel gennaio 2011.
Nel 1999 Empey, che è stato insignito del rango di Knight Bachelor nello stesso anno e da allora in poi ha avuto il suffisso "Sir", è stato nominato Ministro per le imprese, il commercio e gli investimenti nell'esecutivo dell'Irlanda del Nord dal primo ministro David Trimble e ha ricoperto questa carica fino a 2002. Come suo successore il 1º luglio 2001, è diventato primo ministro su base provvisoria e ha ricoperto questa posizione fino a quando è stato sostituito da Trimble il 1º novembre 2001.
Dopo aver lasciato il governo dell'Irlanda del Nord, è diventato per la prima volta vice di Trimble come leader del partito UUP nel 2003, prima di essere lui stesso leader del partito UUP come suo successore tra il 2005 e il 2010. Come tale, si è candidato di nuovo senza successo per l'UUP alle elezioni generali del 5 maggio 2005 nel collegio elettorale di Belfast East di nuovo senza successo per un seggio alla Camera dei comuni.
Nel 2007, Empey, che è stato anche nominato Ufficiale dell'Ordine dell'Impero Britannico, è stato riconfermato al governo dell'Irlanda del Nord come Ministro per l'occupazione e l'istruzione dall'allora Primo ministro, Ian Paisley, e ha ricoperto questa posizione sotto il successore di Paisley Peter Robinson fino al suo ritiro. Nelle elezioni generali britanniche del 6 maggio 2010, ha corso per l'ultima volta per un mandato alla Camera dei comuni, ma questa volta ha subito ancora una volta una sconfitta elettorale per i conservatori e gli unionisti dell'Ulster nel collegio elettorale di South Antrim e quindi ancora una volta ha mancato l'ingresso alla Camera dei comuni. Dopo le sue dimissioni da leader del partito dell'UUP, Tom Elliott è stato eletto il 22 settembre 2010 come suo successore in questa carica.

### Membro della Camera dei lord
Dopo essersi ritirato dall'Assemblea dell'Irlanda del Nord, Empey è stato elevato alla nobiltà il 15 gennaio 2011 come Pari a vita con il titolo di barone Empey di Shandon' nella città e contea di Belfast. Poco dopo, il 19 gennaio 2011, è entrato come membro alla Camera dei lord.
Nell'aprile 2012, Lord Empey è succeduto a David Campbell come presidente del Partito Unionista dell'Uslter.